# Холлс, Джон, 1-й герцог Ньюкасл-апон-Тайн
Джон Холлс (англ. John Holles; 9 января 1662, Эдвинстоу, Ноттингемшир, Королевство Англия — 15 июня 1711, Велбек, Ноттингемшир, Великобритания) — британский аристократ, 1-й граф Клер с 1689 года, 1-й герцог Ньюкасл-апон-Тайн с 1694 года, кавалер ордена Подвязки.

## Биография
Джон Холлс родился в семье Гилберта Холлса, 3-го графа Клера, и его жены Грейс Пьеррпон. Именно ему в 1681 году посвятил свою пьесу «Испанский монах» Джон Драйден со словами «протестантская пьеса — протестантскому меценату». В 1689 году Холлс был избран депутатом Палаты общин Англии от Ноттингемшира, но ещё до начала сессии унаследовал графский титул после смерти отца и занял место в Палате лордов. 1 марта 1690 года он женился на Маргарет Кавендиш, дочери Генри Кавендиша, 2-го герцога Ньюкасл-апон-Тайн. Герцог умер спустя год; поскольку сыновей у него не было, большая часть его поместий перешла Холлсу. Последний претендовал и на герцогский титул, но потерпел неудачу и после этого отказался от всех своих постов. В 1694 году Джон получил владения своего двоюродного брата, 3-го барона Холлса, так что его годовой доход вырос до 40 тысяч фунтов стерлингов. После этого для него был воссоздан титул герцога Ньюкасл-апон-Тайн.
Современники описывают Холлса как «пылкого и богатого вига», который не обладал способностями администраторы или государственной мудростью, но всё же сосредоточил в своих руках большое влияние. В парламенте 1705 года он контролировал 10 депутатов, в 1710 году стал членом правительства. 15 июля 1711 года герцог умер после несчастного случая на охоте.
В браке Джона Холлса и Маргарет Кавендиш родилась дочь Генриетта (1694—1755), жена Эдуарда Харли, 2-го графа Оксфорда и графа Мортимера. Ввиду отсутствия наследников мужского пола титулы герцога Ньюкасла и графа Клера больше не использовались.